# Sadducei

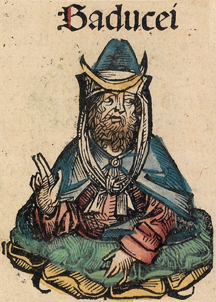
Un sadduceo nelle illustrazioni delle Cronache di Norimberga

I sadducei costituirono un'importante corrente spirituale del medio giudaismo (fine del periodo del secondo Tempio), e anche una distinta fazione politica verso il 130 a.C. sotto la dinastia asmonea. Rappresentata eminentemente dall'aristocrazia delle antiche famiglie, nell'ambito delle quali venivano reclutati i sacerdoti di importanza più alta, nonché, in particolare, il Sommo sacerdote, la corrente dei Sadducei si richiamava, nel proprio nome, all'antico e leggendario Zadok (o anche Sadoq o Zadoq), sommo sacerdote al tempo di Salomone. Cercavano di vivere un giudaismo illuminato; politicamente erano realisti e quindi, a differenza degli zeloti, cercavano di trovare un compromesso anche con il potere romano.

## Storia
Dei sadducei e della loro spiritualità non conosciamo molto, perché la loro fazione, ritenuta colpevole di collaborazionismo nei confronti dei romani, fu letteralmente sterminata durante la rivolta giudaica del I secolo. Quel poco che sappiamo ci è stato tramandato da Flavio Giuseppe che ha raccontato la prima guerra giudaica che, oltre ad essere una lotta di liberazione dalla dominazione straniera, fu anche una vera e propria guerra civile. Gli eventuali residui superstiti dei sadducei o furono assimilati dalla società romano-ellenica nella quale si rifugiarono, oppure si convertirono al cristianesimo. In ogni caso, dopo la catastrofe nazionale giudaica del 70 d.C., culminata nella distruzione di Gerusalemme e del suo secondo Tempio, l'ebraismo riemerge coagulandosi attorno alla corrente spirituale dei farisei, avversaria dei sadducei e di questi ultimi non vi è alcuna traccia.
Sui sadducei cala, quindi, un velo che assomiglia molto ad una sorta di damnatio memoriae: i romani, che si erano appoggiati a loro per governare la Giudea, dovettero constatare il sostanziale fallimento della loro categoria in quanto amministratori e alleati. Dai farisei, che già ne avevano avversato la dottrina, i sadducei vennero parimenti ritenuti responsabili della catastrofe che aveva colpito la nazione ed il Tempio; per i cristiani, infine, i sadducei rimasero indelebilmente associati alle figure di Caifa ed Anna, rispettivamente, il sommo sacerdote che fece arrestare e condannare a morte Gesù e un precedente sommo sacerdote (in carica al tempo in cui Gesù avrebbe avuto 12 anni e sarebbe stato ritrovato dai genitori ad insegnare nel tempio).
I Sadducei erano la classe sacerdotale del tempio e l'aristocrazia laica di Gerusalemme. Accettavano solo il Pentateuco, respingendo ogni scritto posteriore e ogni tradizione orale. Il loro culto era incentrato sul mantenimento del loro poter nel tempio e sulla purità rituale della legge mosaica. Conservatori, concilianti con la cultura greca e collaborazionisti con i Romani, sono menzionati dai Vangeli come i "dottori della legge", protagonisti della Passione di Gesù.

## Dottrina
Sulla dottrina dei sadducei non ci è pervenuto alcun testo scritto, pertanto non è possibile tracciarne un quadro preciso. Secondo quanto riferito da Giuseppe Flavio,  essi sostenevano che si dovessero considerare valide solo le norme contenute nella cosiddetta Legge scritta, ossia quanto tramandato nei libri della Bibbia ebraica, o Torah, mentre i farisei ritenevano valide anche certe norme contenute nella Legge orale, ossia la tradizione interpretativa della Torah, trasmessa in maniera verbale dalle generazioni precedenti. A differenza dei farisei, che credevano nel giudizio dopo la morte con la ricompensa dei giusti e il castigo dei malvagi, i sadducei negavano l'immortalità dell'anima e l'esistenza di pene e premi nello Sheol; tuttavia, è lecito dubitare che avessero, al riguardo, una posizione di netta preclusione, perché l'evidenza archeologica delle modalità di sepoltura seguite dai sadducei attesta, in ogni caso, una fede nell'esistenza di un mondo ultraterreno del quale il defunto, alla morte, entra a far parte. Secondo quanto riportato dai Vangeli sinottici, i sadducei, al contrario dei farisei, non credevano alla risurrezione dei morti. Pare che non accettassero nemmeno la dottrina degli angeli, affermando che fossero pulsioni ispirate da Dio nelle creature umane o manifestazioni del suo potere.
Il calendario liturgico dei sadducei differiva leggermente da quello adoperato dai farisei, la qual cosa spiega le lievi divergenze temporali relative ai racconti della Passione tra i Vangeli sinottici e quello di San Giovanni.
Il rifiuto della tradizione orale, fu, probabilmente, il fattore che consentì ai sadducei di aprirsi alla cultura dell'ellenismo, pur conservando la fede nel giudaismo, facendo di essi un'élite intellettuale ed imprenditoriale capace di esercitare notevole influenza persino nell'ambito della politica imperiale. La loro permeabilità agli influssi stranieri, connessa alla capacità di mantenere intatta la propria identità, è tipica dei ceti aristocratici di ogni tempo ed ogni nazione e l'opposizione ai sadducei da parte dei farisei riecheggia motivi di orgoglio nazionale e di rivalsa anti-aristocratica che troviamo, nella Storia, replicati numerose volte in diversi contesti.
Sebbene i sadducei siano scomparsi dalla scena storica nel I secolo d.C., ai loro insegnamenti si richiamarono i Caraiti, che ruppero con l'ebraismo rabbinico nell'VIII secolo; tuttavia una questione fondamentale distingue le due sette: i Caraiti credono nella resurrezione, nell'immortalità dell'anima e nelle ricompense e punizioni dopo la morte.

## Movimenti eretici
Sadducei arabi
Al-Jāḥiẓ ci riferisce di un gruppo ebraico eretico chiamato Saduqiyya (sadducei) che si trovavano in Yemen, in Siria e in territori bizantini. Dice anche che il loro nome deriva da  un uomo il cui nome era Zadok ( l'allievo di Antigono di Sokho) e che essi ritenevano che 'Uzayr era il figlio di Dio.
Ibn Hazm invece ci racconta che i Al Saduqiyyh: Questa setta si associa con una persona chiamata Saduq (Zadok). A differenza di tutti gli altri ebrei, essi considerano Uzayr (Ezra) come il figlio di Dio. vivevano in Yemen- (Ibn Hazm Kitab al-Fasl fi al-Milal wa al-Ahwa wa al-Nihal).
(le fonti sopracitate non sono del tutto attendibili in quanto lontani temporalmente e geograficamente dal loro tempo/luogo d'origine)